# 天主教辛杜杜爾格教區
天主教辛杜杜爾格教區 （拉丁語：Dioecesis Sindhudurgiensis）是羅馬天主教的一個教區，位於印度西部海岸，包括馬哈拉施特拉邦南部，面積21,099平方公里。屬東印度宗主教區。
2005年7月5日自浦那教區分出，建立教區。2006年11月25日由孟買總教區轉至果亞暨達曼總教區。現任主教為安多尼‧巴雷托。2005年有17個堂區、29,794教友、31名司鐸。